# Quercus infectoria
Espèce
Synonymes
- Quercus carpinea Kotschy ex A.DC.
- Quercus grosseserrata Kotschy ex Wenz.
- Quercus puberula O.Schwarz
- Quercus thirkeana K.Koch
- Quercus amblyoprion Woronow ex Maleev
- Quercus araxina (Trautv.) Grossh.
- Quercus boissieri Reut.
- Quercus goedelii Balansa & Kotschy ex A.DC.
- Quercus inermis Ehrenb. ex Kotschy
- Quercus microphylla J.Thiébaut 1948 not Née 1801
- Quercus petiolaris Boiss. & Heldr. 1853 not Benth. 1840
- Quercus pfaeffingeri Kotschy
- Quercus polycarpos Kotschy ex A.DC.
- Quercus syriaca Kotschy
- Quercus tauricola Kotschy
- Quercus tenuicola Boiss.
- Quercus veneris A.Kern.
- Quercus woronowii Maleev

Statut de conservation UICN

 LC  : Préoccupation mineure
Quercus infectoria, appelé communément Chêne à galles, Chêne d'Israël ou Chêne d'Alep, est une espèce européenne et asiatique de chênes de la famille des Fagacées.

## Description
Quercus infectoria est souvent un petit arbre mesurant 1 à 2 mètres de hauteur, pouvant atteindre 6 m. L'écorce est grise, écailleuse, crevassée avec des  rameaux à pubescence non persistante.
Les feuilles mesurent une longueur de 3 à 8 cm et une largeur de 1,5 à 5 cm. Elles sont marcescentes, coriaces, oblongues, la base est arrondie, parfois cordée, le sommet arrondi, à bord denté (4 à 9 paires de dents) ou crénelé, souvent ondulé et rarement lobé. Elles sont très polymorphes, le plus souvent glabres et brillantes dessus, dessous sont plus pâles ou glauques, glabres ou avec quelques poils stellaires. Elles ont de 5 à 11 paires de nervures secondaires, les veines sinusales sont présentes. La pétiole cylindrique fait de 0,5 à 1 cm de long.
Le gland est mucroné, ovoïde allongé, glabre et brillant, brun clair, de 2 à 3,5 cm sur 1,8 cm de diamètre, sessile ou à pédoncule aussi long que le pétiole des feuilles, dans une cupule de 1,5 à 1,8 cm de diamètre, hémisphérique ou subconique, à écailles tomenteuses  lancéolées et très appliquées.
Les galles apparaissent sur les jeunes branches du Quercus infectoria lorsque les Cynipidae piquent le chêne et déposent leurs larves. La réaction chimique provoque une anomalie dans le chêne entraînant la formation de boules dures. Ils sont corrugués en apparence.

## Répartition
On trouve Quercus infectoria en Grèce et en Asie mineure (Turquie, Chypre, Iran, Iraq, Kurdistan, Liban, Syrie et Israël). Elle pousse également en Asie du Sud et en Asie de l'Ouest.
L'arbre est présent jusqu'à 1 800 m d'altitude.

## Chimie
Les galles de Quercus infectoria contiennent le niveau le plus élevé de tanin existant dans la nature, environ 50–70%, de l'acide syringique, du β-Sitostérol, de l'amentoflavone, de l'éther hexaméthylique, de l'isocryptomérine. Elles contiennent également 2 à 4% d'acide gallique et d'acide ellagique polymérisés pour former des tanins.

## Usages
De nos jours, les extraits de noix de galle sont largement utilisés dans les produits pharmaceutiques, les techniques de laboratoire médical ainsi que les encres qui utilisent le "tanin d'Alep", les additifs pour l'alimentation humaine et animale, les colorants et la métallurgie.

### Pharmacologie
Les galles de Quercus infectoria sont également documentées pharmacologiquement comme possédant des propriétés astringentes, antidiabétiques, antitrémorines, anesthésiques locales, antivirales, antibactériennes, antifongiques, larvicides et anti-inflammatoires. Les principaux constituants présents dans les galles de Quercus infectoria sont le tanin (50-70%) et une petite quantité d’acide gallique libre et ellagique.
Le large éventail d'activités pharmacologiques de cette plante pourrait soutenir l'efficacité de la préparation d'extraits de Quercus infectoria, largement utilisés en Malaisie pour traiter de nombreux types de problèmes de santé depuis plusieurs décennies comme le traitement des infections cutanées et des troubles gastro-intestinaux.
Les galles, connues localement sous le nom de manjakani en Malaisie, sont utilisées en association avec d'autres herbes comme remèdes à boire par les femmes après l'accouchement pour restaurer l'élasticité de la paroi utérine et le resserrement vaginal. En outre, les Arabes, les Perses, les Indiens, les Malais et les Chinois utilisent traditionnellement les galles après l'accouchement pour traiter les pertes vaginales et les infections postpartum associées.